# Маріо Треббі
Маріо Треббі (італ. Mario Trebbi, нар. 9 вересня 1939, Сесто-Сан-Джованні—14 серпня 2018) — італійський футболіст, що грав на позиції захисника. По завершенні ігрової кар'єри — футбольний тренер.
Виступав, зокрема, за клуби «Мілан» та «Торіно», а також національну збірну Італії.

## Клубна кар'єра
У дорослому футболі дебютував 1958 року виступами за команду клубу «Мілан», в якій провів вісім сезонів, взявши участь у 122 матчах чемпіонату. Не завжди потрапляючи в основний склад, Треббі став власником двох чемпіонських титулів і переможцем Кубка європейських чемпіонів.
1966 року перейшов до «Торіно». Відіграв за туринську команду наступні три сезони своєї ігрової кар'єри. За цей час виборов титул володаря Кубка Італії. Загалом за два клуби захисник провів 157 матчів у Серії А і забив тільки один раз в домашньому переможному матчі «Мілану» проти «Дженоа» в сезоні 1963/64.
Завершив професійну ігрову кар'єру у клубі «Монца», за яку виступав протягом 1969—1973 років, і зіграв 124 матчів та забив 4 голи в Серії B.

## Виступи за збірну
У складі збірної був учасником футбольного турніру на Олімпійських іграх 1960 року у Римі.
За збірну Італії Треббі зіграв два товариських матчі, один в 1961 році, інший 1963, не забивши жодного гола.

## Кар'єра тренера
Розпочав тренерську кар'єру невдовзі по завершенні кар'єри гравця, 1974 року, очоливши тренерський штаб клубу «Чивітановезе».
В подальшому очолював команди клубів «Алессандрія», «Савойя», «Барлетта» та «Сіракуза».
Останнім місцем тренерської роботи Маріо став клуб «Про Патрія», команду якого Маріо Треббі очолював як головний тренер до 1987 року.
| Дата       | Місто   | Господарі | Результат | Гості             | Турнір           | Голи | Примітки |
| ---------- | ------- | --------- | --------- | ----------------- | ---------------- | ---- | -------- |
| 25/04/1961 | Болонья | Італія    | 3 – 2     | Північна Ірландія | товариський матч | -    |          |
| 14/12/1963 | Турин   | Італія    | 1 – 0     | Австрія           | товариський матч | -    |          |
| Усього     |         | Матчів    | 2         |                   | Голів            | 0    |          |

## Титули і досягнення
- Чемпіон Італії (2):

«Мілан»: 1958–59, 1961–62
- Володар Кубка Італії (1):

«Торіно»: 1967–68
- Володар Кубка європейських чемпіонів (1):

«Мілан»: 1962–63
- Чемпіон Європи (U-18): 1958